# Gabriel Díaz (futbolista paraguayo)
Gabriel Julián Díaz Quintana (Capiatá, Paraguay, 18 de marzo de 1967) es un exfutbolista paraguayo. Jugaba de delantero y militó en diversos clubes de Paraguay, Chile, Bolivia y España.

## Clubes
| Club                 | País     | Año       |
| -------------------- | -------- | --------- |
| Olimpia              | Paraguay | 1984-1985 |
| Deportivo Aragón     | España   | 1985-1986 |
| Olimpia              | Paraguay | 1987-1989 |
| Universidad de Chile | Chile    | 1990      |
| Deportes La Serena   | Chile    | 1991      |
| Jorge Wilstermann    | Bolivia  | 1992      |
| Guabirá              | 1993     |           |
| Deportes Linares     | Chile    | 1997      |

cobreandino 1990, selección paraguaya 1987 Copa Libertadores con olimpia de Paraguay 1987